# قائمة الأخشاب

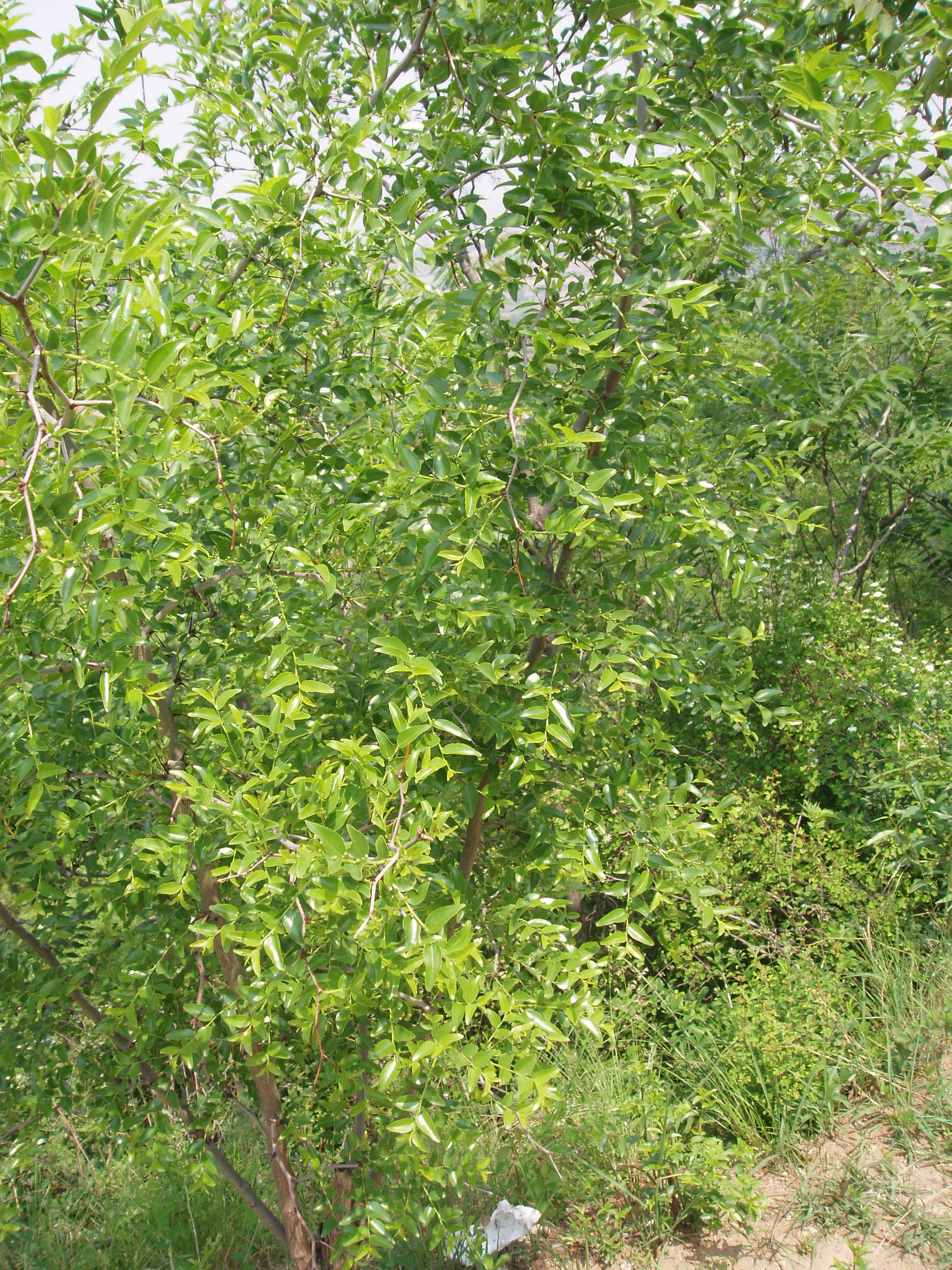

هذه قائمة بالخشب، وهي في العادة تستخدم في تجارة الخشب المنشور.

## الخشب الطري
- أروكاريا
- أروكاريا كننغامية
- أروكاريا أروكانية
- أروكاريا ضيقة الأوراق
- أرز (شجرة)
- سروية
- سرو أريزوني
- تاكسوديم
- سرو المتوسط
- طقسوس توتي
- شوح بلسمي
- شوح أبيض
- شوح طويل
- شوح مستحب
- أتسوغة
- أتسوغة كندية
- أتسوغة متباينة الأوراق
- تورية جوزة الطيب
- أرزية
- أرزية أوروبية
- أرزية كندية
- أرزية غربية
- صنوبر
- صنوبر أسود
- صنوبر شعاعي
- صنوبر راتنجي
- خشب العزيزي
- عفص مطوي
- سيكويا دائمة الخضرة
- تنوب شوحي
- تنوب مارياني
- تنوب أحمر
- تنوب سيتكي
- تنوب رمادي
- عفص غربي

## الخشب القاسي
- نغت
- نغت دبق
- نغت أحمر
- مران
- مران أسود
- مران رباعي الأضلاع
- مران عالي
- مران بنسلفاني
- مران عريض الأوراق
- مران أمريكي
- حور كبير الأسنان
- حور راجف
- حور راجفياني
- سيدريلا تونا
- بلزا هرمية
- قضبان (نبات)
- قضبان فضي
- سندر
- زيزفون
- طوبال حرجي
- ساسم أسود الخشب
- قيقب مانيتوبا
- شمشاد دائم الخضرة
- خشب البرازيل
- كستناء الحصان
- جوز رمادي
- كافور (نبات)
- كتلبة
- كرز حلو
- ساسم مدملك
- حور بلسمي
- حور دالي
- حور متباين الأوراق
- ماغنوليا مستدقة
- أبنوس
- خرمال سميك الأزهار
- خرمال أبنوسي
- دردار أصغر
- دردار توماسي
- دردار أحم
- دردار أجرد
- أوكالبتوس
- تفاح حرجي
- ساسم أسود الخشب
- ميس غربي
- شورية (نبات)
- جياك
- جياك مقدس
- جكراندة برازيلية
- ساسم أسود
- دلب غربي
- هليلج رائع
- روبينية سنطية
- أزدرخت شائع
- قيقب سكري
- قيقب أحمر
- قيقب دلبي كاذب
- سنديان
- سنديان أبيض
- سنديان قوي
- بلوط أحمر
- سنديان أسود
- حور أسود
- ساج كبير
- جوز أسود
- جوز شائع
- روزوود
- صفصاف أبيض
- صفصاف بابلي

## الأخشاب القاسية
- الخيزران
- نخلية

## روابط خارجية
- National Hardwood and Lumber Association
- American Hardwood Information Center
- American Hardwood Export Council
- Australian National Association of Forest Industries
- Canadian Wood Group
- FSC Lesser Known Tropical Wood Index
- Database of Wood Species
- NCSU Inside Wood project
- Reproduction of The American Woods: exhibited by actual specimens and with copious explanatory text by Romeyn B. Hough
- US Forest Products Laboratory, "Characteristics and Availability of Commercially Important Wood" from the Wood Handbook PDF 916K
- International Wood Collectors Society
- Xiloteca Manuel Soler (One of the largest private collection of wood samples)
- African Timber Export Statistics